# Recoaro Terme
Recoaro Terme – miejscowość i gmina we Włoszech, w regionie Wenecja Euganejska, w prowincji Vicenza.
Według danych na rok 2004 gminę zamieszkiwało 7270 osób, 121,2 os./km².